# Halpe aurifera
Halpe aurifera is een vlinder uit de familie van de dikkopjes (Hesperiidae). De wetenschappelijke naam van de soort is voor het eerst geldig gepubliceerd in 1897 door Henry John Elwes & James Edwards.